# Prairiana serrata
Prairiana serrata är en insektsart som beskrevs av Metcalf 1954. Prairiana serrata ingår i släktet Prairiana och familjen dvärgstritar. Inga underarter finns listade i Catalogue of Life.